# Миретти, Фабио
Фабио Миретти (итал. Fabio Miretti; родился 3 августа 2003, Пинероло) — итальянский футболист, полузащитник клуба итальянской Серии A «Ювентус».

## Клубная карьера

### Ранние годы
Футбольную карьеру начал в возрасте 4 лет в клубе «Салуццо». За время выступления в клубе талант футболиста заметили скауты и через год он перешёл в «Кунео», где выступал в командах с юношами на 1 год старше самого футболиста. В 2010 году подписал с клубом свой первый профессиональный контракт. В 2011 году присоединился к футбольной академии «Ювентуса». Хотя также в тот период молодой футболист мог присоединится к «Торино», однако «Старая синьора» предложила более выгодные условия. За время выступления в юношеской команде отличился 117 голами. В сезоне 2019/2020 выступал за команду до 17 лет, в которой отличился 16 голами в 17 матчах. В октябре 2020 года был включён британской газетой The Guardian в список самых перспективных молодых игроков, рождённых в 2003 году. С февраля 2021 года начал выступать в молодёжной команде «Ювентуса».

### «Ювентус»
К основной команде «Ювентуса» Миретти стал привлекаться перед сезоном 2021/2022, выступая вместе с клубом в предсезонных товарищеских матчах. Сам же сезон начинал в составе команды до 23 лет в итальянской Серии C. Впервые попал в заявку основной команды 10 сентября 2021 года на матч против «Наполи». Дебютировал за клуб 8 декабря 2021 года в матче Лиги чемпионов УЕФА против «Мальмё», заменив на 90 минуте Родриго Бентанкура. Получил награду 31 декабря 2021 года как лучший молодой игрок первой половины Серии C. В январе 2022 года продлил контракт с клубом до 2026 года. Свой дебютный матч в итальянской Серии A сыграл 20 марта 2022 года против «Салернитаны», в самой концовке матча выйдя на замену. Свой первый матч в стартовом составе клуба провёл 1 мая 2022 года против «Венеции». После этого матча футболист стал первым игроком, вышедшим в стартовом составе клуба, родившимся после 2002 года.
Перед началом сезона 2022/23 получил футболку с номером «20». Первый матч в сезоне провёл 15 августа 2022 года против «Сассуоло», выйдя на замену на 66-й минуте. Вскоре на постоянной основе был переведён в основную команду «Ювентуса». В матче 31 августа 2022 года против «Специи» в самой концовке матча отличился результативной передачей. 6 сентября 2022 года в матче против «Пари Сен-Жермен» стал вторым самым молодым игроком туринского клуба в Лиге чемпионов УЕФА, который выходил на поле в стартовом составе. В октябре 2022 года был одним из номинантов на награду лучшему молодому футболисту Golden Boy. В ноябре 2022 года получил награду Best Italian Golden Boy 2022. На протяжении сезона футболист был одним из ключевых игроков туринского клуба, вместе с которым занял 7 итоговое место из-за снятых очков и отправился в квалификацию Лиги конференций УЕФА.
В июле 2023 года футболист подписал с туринским клубом новый четырёхлетний контракт.
Сезон 2024/2025 играет за Дженоа на правах аренды.

## Карьера в сборной
Выступал за сборные Италии до 15, до 16, до 17 и до 19 лет. В мае 2022 года получил вызов в главную сборную Италии. Однако вскоре отправился выступать в сборную Италии до 21 года. Дебютировал за команду 6 июня 2022 года в рамках отборочного турнира на чемпионат Европы по футболу среди команд до 21 года против Люксембурга. Также футболист в данный период выступал за юношескую сборную до 19 лет на чемпионате Европы до 19 лет. Испанская спортивная газета Marca внесла итальянского футболиста в десятку лучших игроков турнира.
20 ноября 2022 года дебютировал за главную сборную Италии в товарищеском матче против сборной Австрии.

## Достижения
«Ювентус»
- Обладатель Кубка Италии: 2023/24

- Награда Best Italian Golden Boy: 2022[23]